# Lactoria fornasini
Espèce
Poisson-vache à épine dorsale
Lactoria fornasini, ou poisson-vache à épine dorsale, est une espèce de poissons tetraodontiformes que l'on trouve dans toute la zone tropicale du bassin Indo-Pacifique, de l'Afrique de l'Est aux îlots de Bass (Polynésie française). Il peut atteindre une longueur maximale de 23 cm. C'est un poisson peu commun qui se nourrit de petits invertébrés qu'il ramasse au fond de la mer. L'épithète spécifique fornasini est donné en l'honneur du naturaliste amateur italien Carlo Antonio Fornasini (en), qui a travaillé au Mozambique.

## Description

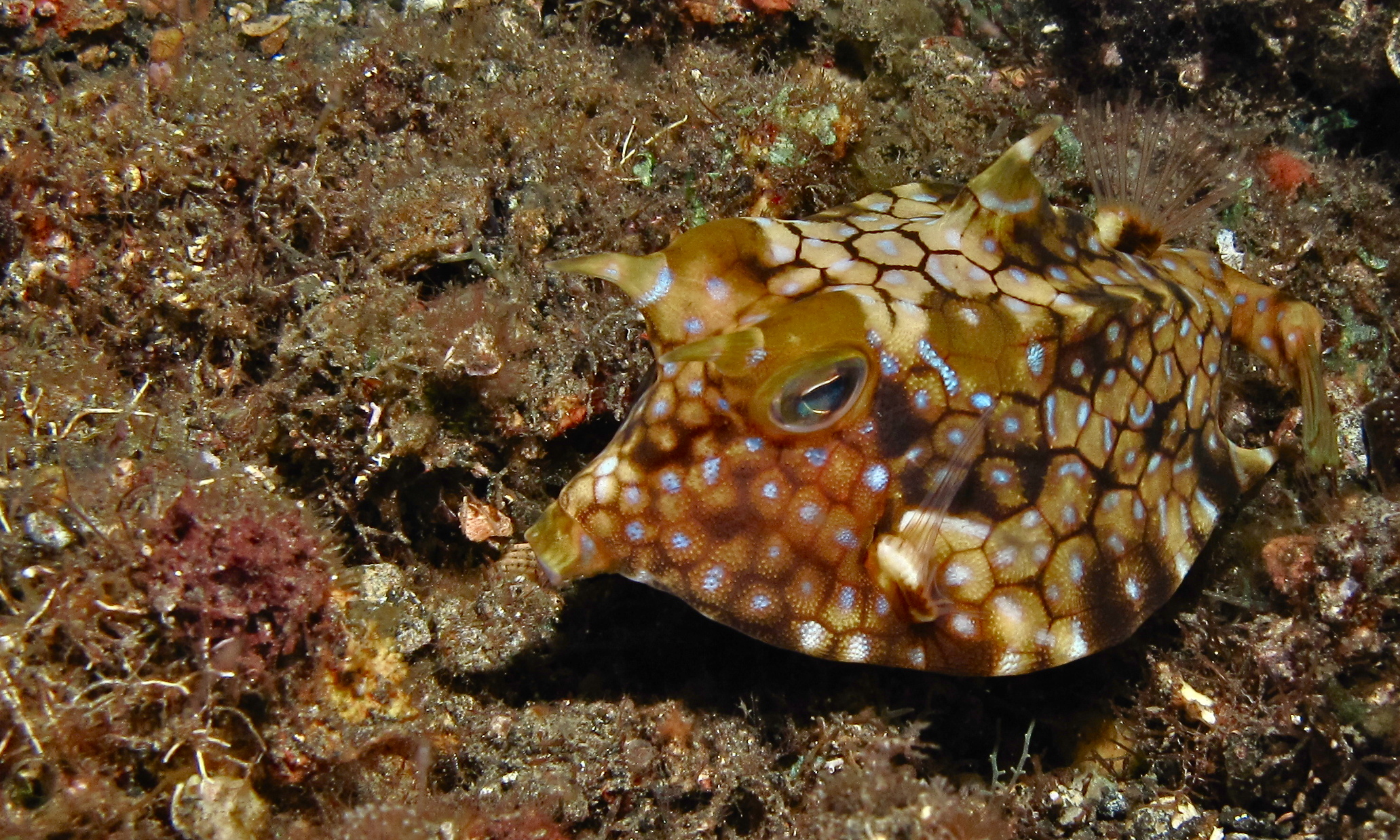
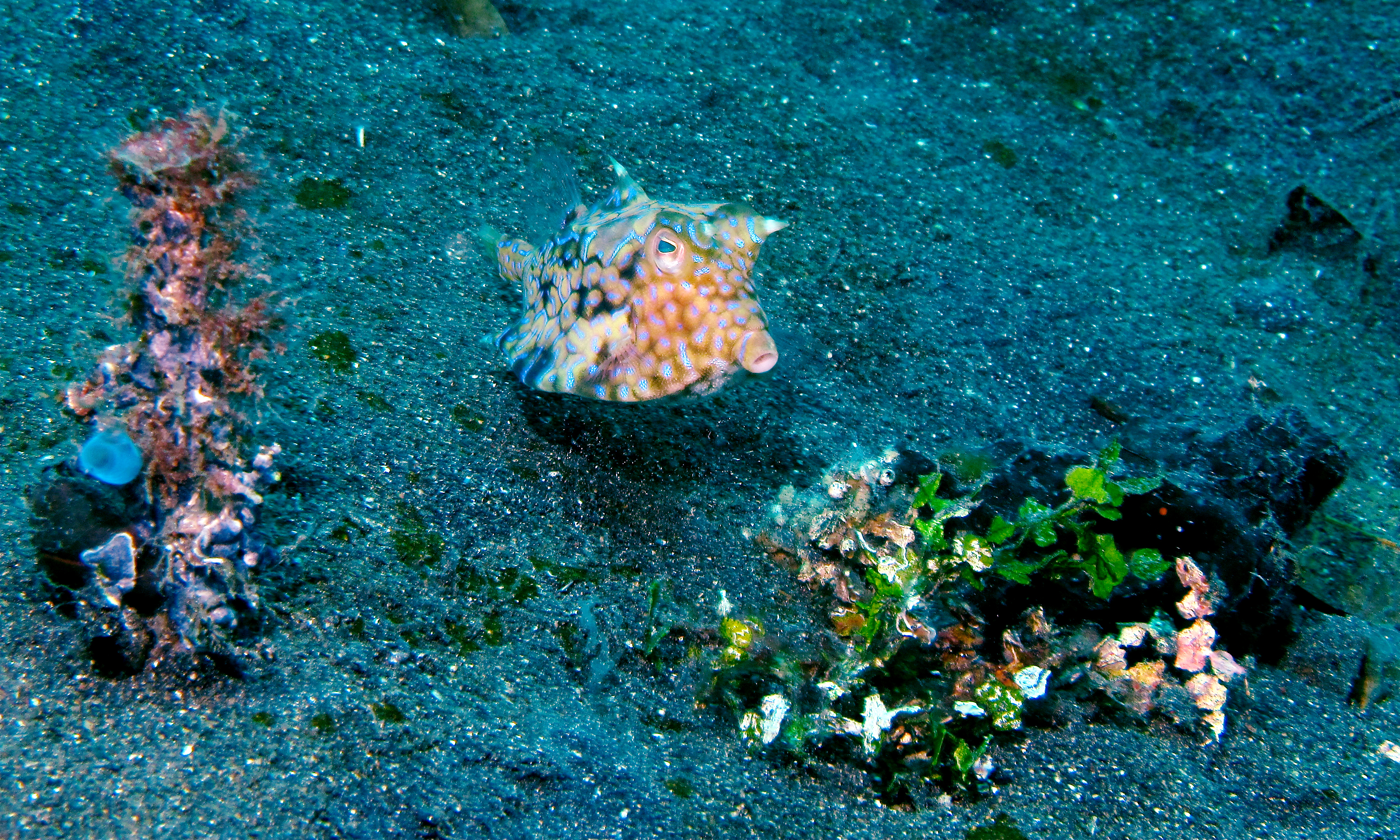
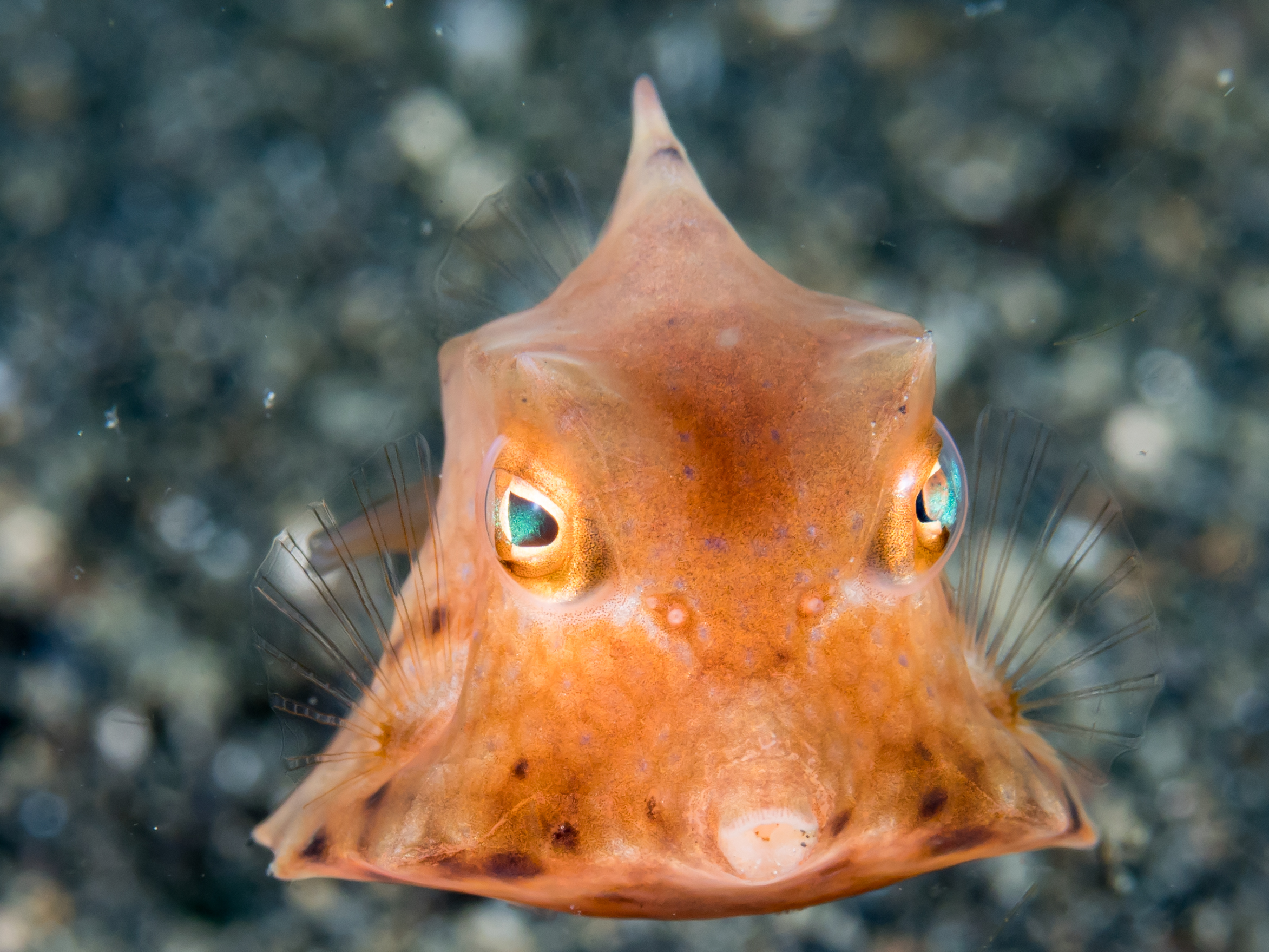
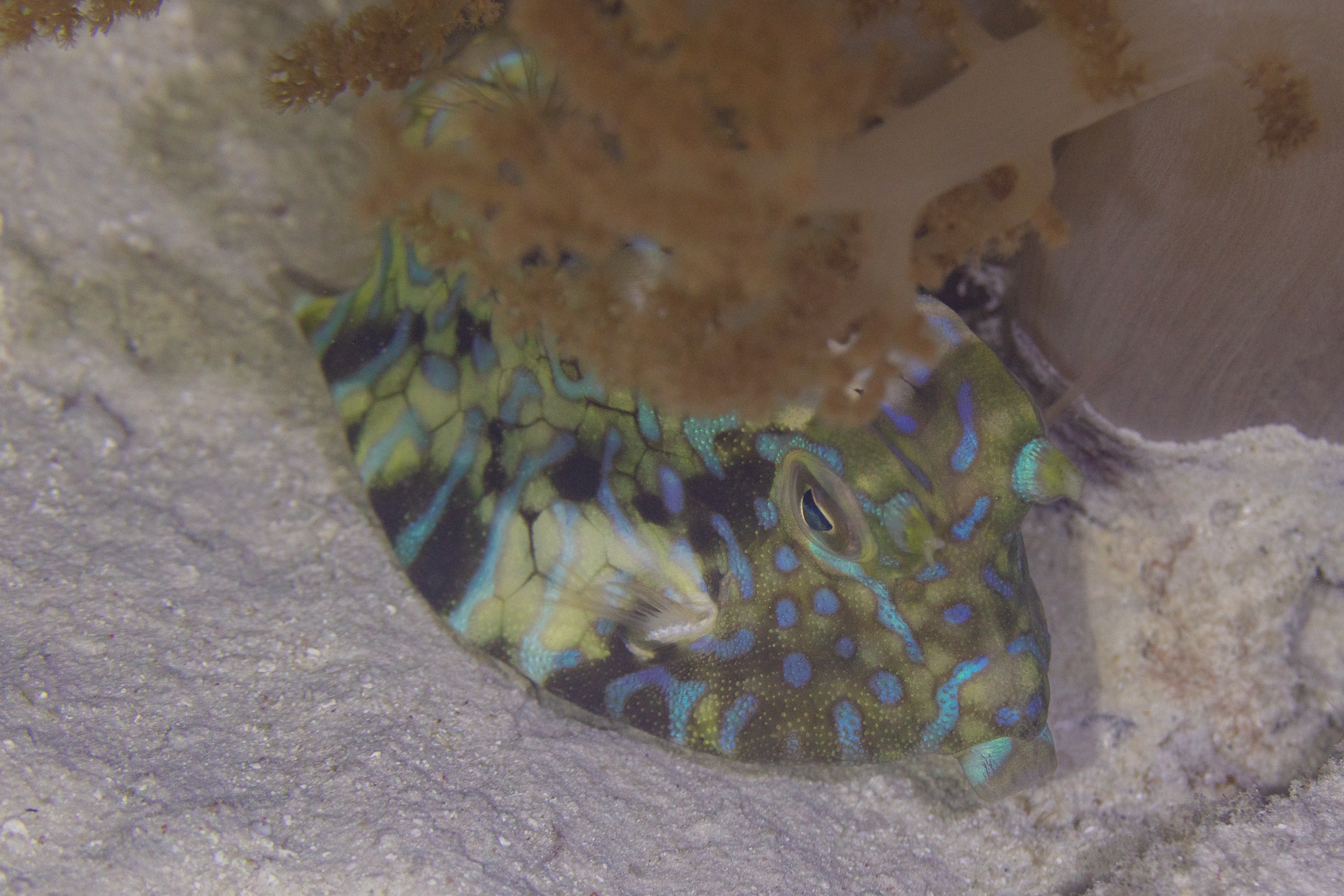